# Аріель Зеєві
Аріель «Арік» Зеєві (нар. 16 січня 1977) — ізраїльський дзюдоїст, олімпійський медаліст.

## Виступи на Олімпіадах
| Олімпіада   | Дисципліна                  | Місце |
| ----------- | --------------------------- | ----- |
| Сідней 2000 | дзюдо, напівважка категорія | 5T    |
| Афіни 2004  | дзюдо, напівважка категорія | 3T    |
| Пекін 2008  | дзюдо, напівважка категорія | 13T   |